# Sieben Seelande

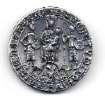
Totius-Frisiae-Siegel

Die Bezeichnung Sieben Friesische Seelande (kurz auch nur Sieben Seelande) ist eine symbolische Beschreibung für die Mitglieder des mittelalterlichen Upstalsboom-Bundes zu Zeiten der Friesischen Freiheit. Die Zahl Sieben stellt dabei keinesfalls die tatsächliche Anzahl der freien friesischen Lande dar, sondern symbolisiert die Gesamtheit der Frieslande, auch Gesamt-Friesland („Tota Frisia“) genannt. In der Realität gehörten je nach aktueller politischer Entwicklung bis zu drei Dutzend selbstständige friesische Gemeinwesen zwischen Zuidersee und Weser dem Bund an. Die sieben Seerosen und die sieben blauen und weißen Streifen in der Flagge der niederländischen Provinz Friesland stehen noch heute für die sieben Seelande.

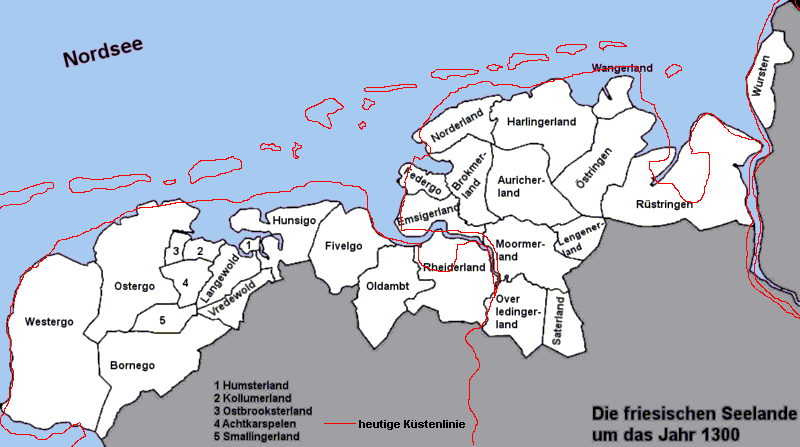
Die Friesischen Seelande um 1300

Wenn die Zahl Sieben tatsächlich konkreten Landstrichen zugeordnet werden soll, wird häufig folgende Aufteilung vorgenommen:

Flagge der Provinz Friesland: Die sieben Seerosen und die sieben Streifen symbolisieren die sieben Seelande

1. West-Friesland in der heutigen Provinz Noord-Holland in den Niederlanden
2. Westergo, der westliche Teil der heutigen Provinz Friesland in den Niederlanden
3. Ostergo, der östliche Teil der heutigen Provinz Friesland in den Niederlanden
4. Zevenwouden, der südliche Teil der heutigen Provinz Friesland in den Niederlanden
5. die friesischen Gebiete zwischen Lauwers und Ems in der heutigen Provinz Groningen („Klein-Friesland“, „Ommelande“) in den Niederlanden
6. Ostfriesland im heutigen Sinne zwischen Ems und Jade, heute Ostfriesland, Saterland, nördliches Oldenburger Friesland und Wilhelmshaven im deutschen Bundesland Niedersachsen
7. Rüstringen ebenfalls in Niedersachsen zwischen Friesischer Wehde und Weser, heute die Fläche des Jadebusens mit den umliegenden Gebieten Bovenjadingen (heute südlicher Landkreis Friesland), Butjadingen und Stadland, dazu östlich der Weser das Land Wursten